# Punk
Punk – subkultura młodzieżowa, zapoczątkowana w połowie lat 70. XX w Stanach Zjednoczonych i Wielkiej Brytanii, charakteryzująca się niezgodą na instytucjonalizację życia społecznego.

## Ideologia punka
Ze względu na ewolucję poglądów, istnienie różnych odłamów w obrębie kontrkultury (przykładowo: anarcho-punk, straight edge, oi!, crust punk) i indywidualizm samych punków trudno syntetycznie przedstawić ich poglądy. Generalnie punk, którego początkowym założeniem był brak jakiejkolwiek ideologii, w miarę upływu czasu przekształcał się w ruch społeczno-polityczny wymierzony przeciwko instytucjom, które (jak uważali członkowie ruchu) ograniczają wolność i niezależność człowieka: rząd i jego aparat przymusu – policja i wojsko, zorganizowana religia, środki masowego przekazu, korporacje, trusty itp. Negacja wszelkich form rządów doprowadziła do przyjęcia przez znaczną część punków ideologii anarchistycznej w jej licznych odmianach. Bardzo często poglądy osób uważających się za punków zbieżne są z poglądami lewicowymi lub skrajnie lewicowymi, w krajach o przeszłości komunistycznej tendencja ta jest jednak słabiej zauważalna. Niektórzy świadomie odrzucają całą ideologiczną otoczkę, próbując nawiązać do pierwotnego rozumienia pojęcia punk, inni zaś koncentrują się tylko na muzyce, nie zdając sobie sprawy, że stanowi ona tylko fragment szerszego zjawiska.

## Geneza punk rocka
Powszechnie za pierwszy zespół punkrockowy uznaje się brytyjski Sex Pistols, choć geneza zjawiska jest znacznie wcześniejsza – na przykład, jeszcze przed sformalizowaniem się subkultury i muzyki punk grali Iggy Pop razem z The Stooges, Ramones, Television, więc na dobrą sprawę to oni powinni uchodzić za najstarsze kapele punkowe. Słowo „punk”, oznaczające w języku angielskim m.in. coś zgniłego, bezwartościowego, śmiecia, szczeniaka itp., w kontekście muzyki rockowej było używane od początku lat 70. na określenie amatorskich zespołów, przedstawicieli tzw. rocka garażowego z lat 60. Później używane jako określenie dokonań muzycznych grup Television czy Patti Smith Group. Ich twórczość bezpośrednio inspirowała późniejszych punkrockowców; uważa się, że w ten sposób określenie punk nabrało dzisiejszego znaczenia.
Muzyczne korzenie punk rocka tkwią nie tylko w stylistyce muzyki garażowej. Wśród nich wymienia się również dokonania The Velvet Underground, The Stooges czy MC5, niektórych zespołów glamrockowych i in. (zobacz proto punk). Punk rock powstał również jako opozycja w stosunku do zespołów poprzedniej epoki (grających hard rocka, rocka progresywnego, rocka psychodelicznego itp.), które oskarżano o przerost formy nad treścią, a także o rezygnację ze swoich ideałów i komercjalizację. Niewątpliwy wpływ na rozwój punka miały również inne czynniki m.in. sytuacja społeczno-polityczna tamtego okresu.

## Powstanie punk rocka
W połowie lat 70. w trzech różnych zakątkach świata pojawiły się: Ramones, Television, Blondie, Suicide, Patti Smith Group i Richard Hell & the Voidoids w Nowym Jorku (USA), The Saints w Brisbane (Australia) i Sex Pistols, The Damned i The Clash w Londynie (Wielka Brytania). Były one związane z lokalnymi scenami, które tworzyły zespoły i publiczność; koncerty odbywały się w niewielkich klubach nocnych (najbardziej znane: The 100 Club w Londynie, CBGB’s w Nowym Jorku, The Masque w Hollywood).
Zamierzeniem punk rocka był powrót do rock’n’rollowych korzeni muzyki rockowej. Spory wpływ na ten styl wywarła również muzyka reggae i ska.
Podkreślano prostotę punk rocka, zarówno w warstwie muzycznej, jak i literackiej, często rozumianą dosłownie (punkowy zin z tego okresu – Sniffin’ Glue zamieścił rysunek przedstawiający podstawowe chwyty gitarowe z podpisem: „To jest pierwszy akord, to jest następny, ten jest trzeci. Teraz załóż zespół”). Teksty piosenek w równie niespotykany dotychczas prowokacyjny sposób poruszały tematy miłości, seksualności, jak i polityki czy problemów młodych ludzi.
Zespoły punkrockowe, jak i ich fani oskarżani byli o nihilizm, bezmyślność, chuligaństwo – co jest prawdą w jednostkowych przypadkach, ogólnie jednak ich muzyka, strój, zachowanie były przejawem humoru, ironicznego podejścia do norm narzucanych przez społeczeństwo i kulturę. Negatywną opinię o punk rocku utwierdzały koncerty: wyzwiska padające ze sceny, rzucanie różnymi przedmiotami, dziwaczny taniec – pogo, stage diving, niszczenie instrumentów przez muzyków itp.; które dla postronnego obserwatora wyglądały raczej jak zamieszki.
Tak rozumiany punk rock był charakterystyczny dla lat 70., z czasem jednak uległ ewolucji. Powstały style post-punk i nowa fala, będące efektem poszukiwań artystycznych zespołów punkrockowych i twórców nim zainspirowanych.

## Druga fala punk rocka – hardcore punk

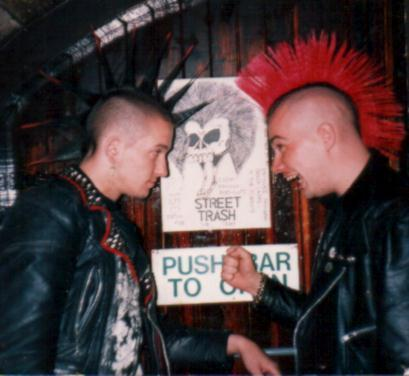
Dwóch punków z lat 80.

Lata 80. XX wieku przyniosły drugą falę zespołów wywodzących się bezpośrednio z ruchu punk. Przekaz zespołów grających hardcore punk był bardziej pozytywny. Zgadzając się z punkową tezą o bezsensie życia, nie ograniczały się tylko do opisywania beznadziei świata i jego instytucji. Zespoły takie jak: Dead Kennedys, Minor Threat, Cro-mags, Rollins Band, NOFX, Bad Religion, Conflict, Subhumans, Exploited i in. przedstawiały możliwe rozwiązania, np. organizowanie się i walkę o swoje prawa. Dużą popularność w tym czasie zdobyła także ideologia anarchistyczna, propagowana m.in. przez zespół Crass (zob.: anarcho-punk), a także ascetyczna ideologia straight edge, zainspirowana piosenką Minor Threat. Za sprawą zespołów takich jak Rites of Spring i Embrace narodziła się też bardziej melodyjna i zróżnicowana odmiana hardcore, tzw. emo core (od ang. słowa emotional), która w swej bardziej popowej postaci przeżywała w ciągu ostatnich lat renesans popularności.

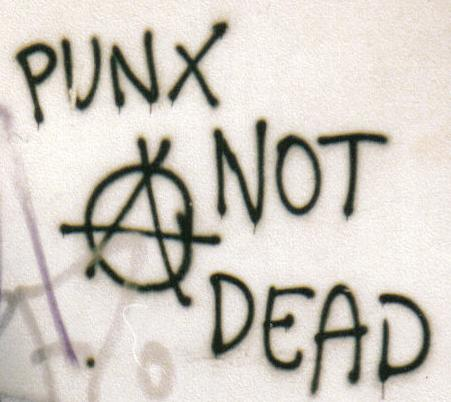
Propagandowe hasło punków

Fenomenem drugiej fali punk rocka była idea „zrób to sam” (z ang. Do-It-Yourself) przejawiająca się m.in. w spontanicznym zakładaniu zespołów muzycznych, jak i czasopism tzw. zinów, a później nawet wytwórni muzycznych. Edytowane i wydawane w amatorski sposób, zazwyczaj w małym nakładzie, ziny dostarczały informacji na tematy muzyczne (wywiady, relacje z koncertów, recenzje płyt) i związane z samą kontrkulturą.
W samej muzyce następowała również ewolucja, rock and rollowa prostota zaczęła ustępować przed dążeniem do osiągania ekstremów w muzyce i fuzjami z innymi gatunkami muzycznymi, np. metalem.
Mimo że eksplozja punk rocka przeminęła, zespoły punkowe, jak i cała kontrkultura przetrwały. Renesans przyniosły lata 90., kiedy to za sprawą grup takich jak Green Day, Rancid czy The Offspring (często sympatyzujących ze skateboardingiem; zob. także: skate punk), punk rock stał się bardziej przystępny dla przeciętnego słuchacza, ale i bardziej komercyjny.
W przeszłości bycie punkiem często było równoważne ze zgodą na społeczne odrzucenie, ostracyzm ze strony większości, także rówieśników. To co dawniej szokowało – indywidualizm, wyrażający się zewnętrznie w sposobie ubierania, tatuaże, piercing itp. – staje się prawie powszechnie akceptowane.